# Gaio Pomponio Camerino
Gaio Pomponio Camerino (in latino Gaius Pomponius Camerinus; fl. II secolo) è stato un politico romano.

## Biografia
Gaio Pomponio Camerino era probabilmente imparentato con Gaio Pomponio Rufo e Gaio Pomponio Pio, consoli suffetti nel 98. Fu console ordinario nel 138 insieme a Cano Giunio Nigro.